# Blid Corona
La Blid Corona è una struttura geologica della superficie di Venere.